# Josh Rouse
Josh Rouse é um cantor e compositor estado-unidense.
Josh Rouse nasceu na pequena cidade de Paxton, no estado do Nebraska.
Durante a sua infância, viveu em diversos estados Americanos, devido à vida militar de seu pai.
Depois da sua passagem pela Austin Peay State University, decidiu fixar-se no Tennessee, onde acabou por conhecer alguns músicos com quem chegou a partilhar o palco.

## Discografia
- Dressed Up Like Nebraska (CD) - Slow River Records - 1998
- Chester (CD) - Slow River Records - 1999 (Collaboration with Lambchop's Kurt Wagner)
- Home (CD) - Slow River Records - 2000
- Bedroom Classics, Vol. 1 (CD) - Bedroom Classics - 2001
- Under Cold Blue Stars (CD) - Slow River Records - 2002
- 1972 (CD) - Rykodisc - 2003
- The Smooth Sounds of Josh Rouse (Live CD) - Rykodisc - 2004
- Nashville (CD) - Rykodisc - 2005
- Bedroom Classics, Vol. 2 (CD) - Bedroom Classics - 2005
- Subtítulo (CD) (Vinyl) - Nettwerk Records - 2006
- With Paz Suay, as She's Spanish, I'm American:
- She's Spanish, I'm American (EP) - Bedroom Classics - 2007
- Country Mouse City House (CD) (Vinyl) - Bedroom Classics - 2007
- El Turista (CD) - 2010)
- Josh Rouse and The Long Vacations (2011)
- The Happiness Waltz (2013)